# Cargolux Italia
Ne doit pas être confondu avec Cargolux.
You name it, we fly it !
Cargolux Italia est une compagnie aérienne cargo italienne créée en 2009 par (et en coentreprise avec) la compagnie aérienne luxembourgeoise Cargolux et plusieurs investisseurs privés italiens.
Elle opère depuis l'aéroport de Milan-Malpensa et a son siège social à Vizzola Ticino, en Lombardie.

## Appareils

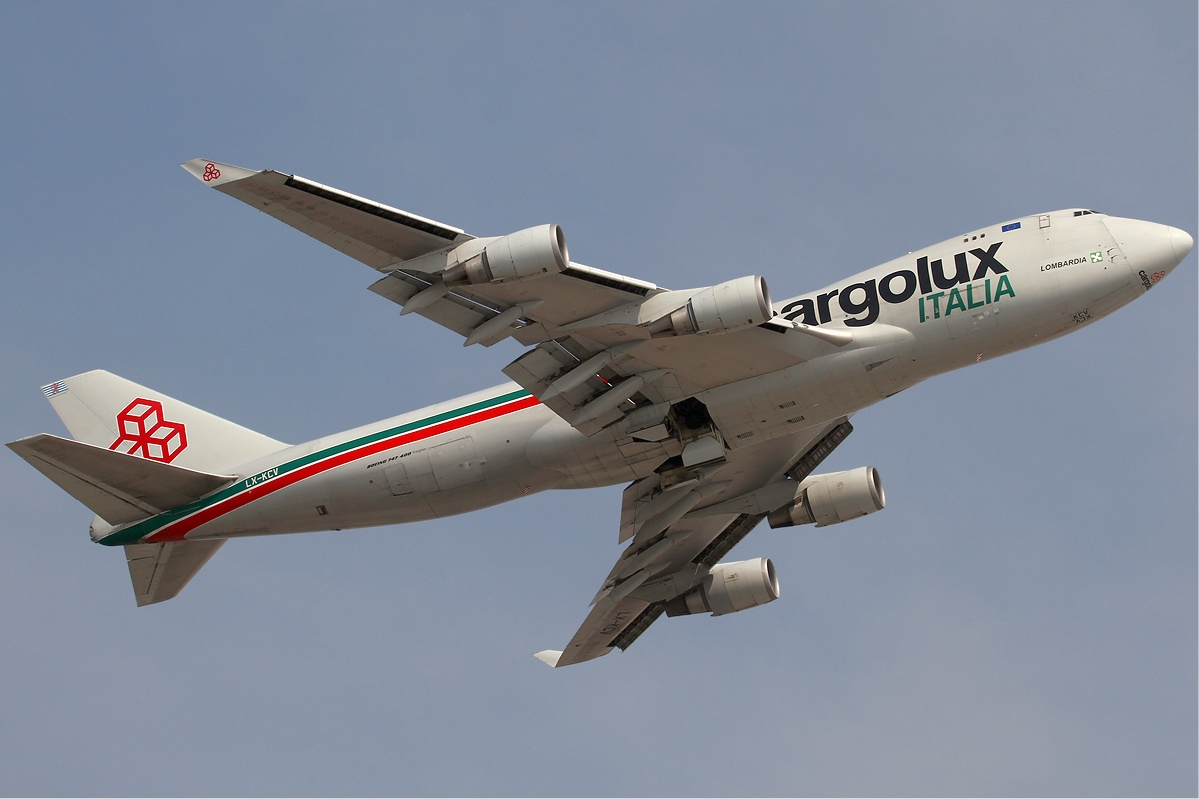
L'un des 4 Boeing 747-400F de Cargolux Italia. Les couleurs changent uniquement de celles de sa coentreprise mère Cargolux par la bande verte au lieu de bleu ciel, représentant les drapeaux respectifs des deux pays, ainsi que par l'inscription Italia en dessous de Cargolux.

- 4 Boeing 747-400F